# Cricetulodon hartenbergeri
Cricetulodon hartenbergeri ist eine der Gattung Cricetulodon zugeordnete, ausgestorbene Art der Mäuseartigen und aus dem Oberen Miozän Spaniens und Frankreichs bekannt.

## Körpermerkmale
Cricetulodon hartenbergeri besitzt in jeder Kieferhälfte drei Backenzähne.
Der erste Unterkieferbackenzahn weist ein zweigeteiltes Anteroconid und ein zungenseitiges Anterolophulid auf. Auch das Anterocon des ersten Oberkieferbackenzahns ist unterteilt. Das Mesolophid der Unterkieferbackenzähne schwankt zwischen fehlend, kurz und lang, das Mesoloph der Oberkieferbackenzähne zwischen kurz und lang, und fehlt nie. Das vordere Posterolophul ist gut entwickelt. Die dritten Backenzähne sind leicht verkleinert. Der erste Oberkieferbackenzahn besitzt drei Wurzeln.

## Verbreitung, Fossilfunde und Systematik
| „Pedregueras“ |

| Baixas |

Cricetulodon hartenbergeri ist aus dem Vallesium Spaniens und Frankreichs vor 11,6 bis 9,0 Millionen Jahren bekannt.
Das Typusexemplar mit der Inventarnummer IPMC PEC 585 ist der erste Backenzahn einer rechten Unterkieferhälfte.
Dieses sowie ein weiteres Exemplar wurden am Fundort „Pedregueras“ auf 820 Metern Höhe in der Provinz Saragossa (41° N, 1° W) entdeckt.
Ein weiteres Exemplar stammt vom Fundort „Lo Fournas“ nahe Baixas (43° N, 3° O) in der Region Languedoc-Roussillon.
Benannt nach dem Zoologen Jean-Louis Hartenberger beschreibt Matthijs Freudenthal die Art 1967 als Rotundomys hartenbergeri. Freudenthal und Mitarbeiter (1998) ordnen sie der Gattung Cricetulodon zu.